# Sphecomyrminae
Sphecomyrminae (лат.) — ископаемое подсемейство муравьёв. Самки этих муравьёв, как и Armaniinae, имели сфекоидное строение усиков и мандибул, но у них был хорошо обособленный петиолюс.

## Статус
Подсемейство Sphecomyrminae — полностью вымершая группа муравьёв из мелового периода. Впервые описана в 1967 году на основе находки первого мелового муравья Sphecomyrma freyi и выделена в отдельное подсемейство.

## История изучения
Открытие в 1967 году первого мелового муравья стало сенсацией в мирмекологии. Подсемейство Sphecomyrminae включает несколько вымерших родов и около 10 вымерших видов муравьёв. Впервые подсемейство Sphecomyrminae было выделено профессором Эдвардом Уильсоном с соавторами (Wilson, Carpenter, Brown, 1967) в составе одного вида Sphecomyrma freyi.
Новые открытия принесли работы Г. М. Длусского (1975, 1983, 1987, 1996), с описанием новых родов Cretomyrma, Paleomyrmex (позднее как Dlusskydris), Baikurus и Haidomyrmex. Энтомологи Майкл Энджел и Дэвид Гримальди (2005) описали род Sphecomyrmodes. Английский мирмеколог Барри Болтон (Bolton, 2003) разделил подсемейство на две трибы: Sphecomyrmini и Haidomyrmecini. Французские палеонтологи (Perrichot с соавторами, 2007) описали род Haidomyrmodes.
В 2017 году после дополнительного изучения типового материала вид Sphecomyrma canadensis был выделен в отдельный род Boltonimecia и вместе с родом Zigrasimecia в отдельную трибу Zigrasimeciini.

## Систематика
4 рода, около 20 видов. Подсемейство Sphecomyrminae включает ископаемых муравьёв, в основном из меловых янтарей (бирманский янтарь и другие).
В 2020 году часть родов (из трибы Haidomyrmecini) были выделены в отдельное подсемейство Haidomyrmecinae, а роды трибы Zigrasimeciini затем получили статус отдельного подсемейства Zigrasimeciinae.

### Список видов
- †Gerontoformica Nel & Perrault, 2004 (= †Sphecomyrmodes Engel & Grimaldi, 2005) — 12 видов
  - †Gerontoformica contega (Barden & Grimaldi, 2014) — бирманский янтарь (альб-сеноман, около 100 млн лет; Мьянма)[11] (=Sphecomyrmodes contegus)
  - †Gerontoformica cretacica Nel & Perrault, 2004 — шарантийский янтарь (сеноман, 100 млн)[12]
  - †Gerontoformica gracilis (Barden & Grimaldi, 2014) — бирманский янтарь (=Sphecomyrmodes gracilis)
  - †Gerontoformica magna (Barden & Grimaldi, 2014) — бирманский янтарь (=Sphecomyrmodes magnus)
  - †Gerontoformica occidentalis (Perrichot et al., 2008) — шарантийский янтарь (=Sphecomyrmodes occidentalis)
  - †Gerontoformica orientalis (Engel & Grimaldi, 2005) — шарантийский янтарь (ранний сеноман, 100 млн)[13] (=Sphecomyrmodes orientalis)
  - †Gerontoformica pilosa (Barden & Grimaldi, 2014) — бирманский янтарь (=Sphecomyrmodes pilosus)
  - †Gerontoformica robusta (Barden & Grimaldi, 2014) — бирманский янтарь (=Sphecomyrmodes rubustus)
  - †Gerontoformica rugosa (Barden & Grimaldi, 2014) — бирманский янтарь (=Sphecomyrmodes rugosus)
  - †Gerontoformica spiralis (Barden & Grimaldi, 2014) — бирманский янтарь (=Sphecomyrmodes spiralis)
  - †Gerontoformica sternorhabda Boudinot et al., 2022 — бирманский янтарь
  - †Gerontoformica subcuspis (Barden & Grimaldi, 2014) — бирманский янтарь (=Sphecomyrmodes subcuspis)
  - †Gerontoformica tendir (Barden & Grimaldi, 2014) — бирманский янтарь (=Sphecomyrmodes tendir)
  - В 2022 году таксоны в статусе nom. dub. (которые в настоящее время считаются неопознаваемыми): †G. orientalis nom. dub., †G. rugosa nom. dub. и †G. tendir nom. dub.
- †Myanmyrma Engel & Grimaldi, 2005
  - †Myanmyrma gracilis Engel & Grimaldi, 2005 — бирманский янтарь[14]
  - †Myanmyrma maraudera  (Barden & Grimaldi, 2016) — бирманский янтарь (=Gerontoformica maraudera)[15]
- †Orapia
  - †Orapia minor Dlussky, Brothers & Rasnitsyn, 2004
  - †Orapia rayneri Dlussky, Brothers & Rasnitsyn, 2004
- †Sphecomyrma Wilson & Brown, 1967
  - †Sphecomyrma freyi Wilson & Brown, 1967
  - †Sphecomyrma mesaki Engel & Grimaldi, 2005[13]
  - †Sphecomyrma nexa  Sosiak et al., 2024[16]

### Исключённые таксоны
Триба Haidomyrmecini (ныне подсемейство Haidomyrmecinae)
- †Ceratomyrmex ellenbergeri
- †Haidomyrmex (Dlussky, 1996) — 1 вид (H. cerberus); плохо сохранившийся рабочий
- †Haidomyrmodes (Perrichot et al., 2007) — 1 вид (H. mammuth); рабочий и крылатая самка.
- †Linguamyrmex vladi[17]

Триба Zigrasimeciini (ныне подсемейство Zigrasimeciinae)
- †Boltonimecia canadensis (Wilson, 1985) (=†Sphecomyrma canadensis)[18]
- †Zigrasimecia Barden & Grimaldi, 2013[19]
  - †Zigrasimecia ferox Perrichot, 2014 (бирманский янтарь)[20]
  - †Zigrasimecia hoelldobleri Cao et al., 2020
  - †Zigrasimecia tonsora
- †Protozigrasimecia Cao et al., 2020[21]
  - †Protozigrasimecia chauli Cao et al., 2020

incertae sedis в составе Formicidae
- †Baikuris (Dlussky, 1987[22]; Grimaldi et al., 1997) — 3 вида; только самцы[23]
  - †Baikuris casei Grimaldi et al., 1997
  - †Baikuris mandibularis Dlussky, 1987
  - †Baikuris maximus Perrichot, 2015
  - †Baikuris mirabilis Dlussky, 1987
  - †Baikuris ocellantis Sosiak et al., 2024[16]
- †Cretomyrma (Dlussky, 1975) — 2 вида; только рабочие, частично сохранившиеся
- †Dlusskyidris Bolton (=Palaeomyrmex Dlussky, 1975) — 1 вид (Dlusskydris zherikhini); только самцы[24]
  - †Dlusskyidris zherichini (Dlussky, 1975)[25]